# イフ合同心

Yff central triangleのアニメーション。イフ合同心はYff central triangleが一点に退化したものである。

幾何学において、イフ合同心（いふごうどうしん、英: Yff center of congruence）は三角形の中心の一つである。1987年、ピーター・イフの三角形の中心に関する研究で発見された。

## 二等辺化線
Aの二等辺化線（isoscelizer）とは、それぞれAB,AC上の点P1, Q1について、△AP1Q1が二等辺三角形となるとき直線P1 Q1のことを指す。Aの内角の二等分線に垂直である。1963年、ピーター・イフによって導入された。

## Yff central triangle

基準三角形△ABC
△A'P2Q3 ≅
△Q1B'P3 ≅
△P1Q2C' ≅
△A'B'C' (Yff central triangle)

△ABCについて 、A,B,Cの二等辺化線をそれぞれP1Q1,P2Q2,P3Q3 とする。また、P1Q1,P2Q2,P3Q3からなる三角形を△A'B'C' とする。4つの三角形△A'P2Q3, △Q1B'P3,  △P1Q2C',△A'B'C' は常に相似である。
△A'P2Q3, △Q1B'P3,  △P1Q2C',△A'B'C' が合同 であるとき、△A'B'C' はYff central triangleと呼ばれる。Yff central triangleの外接円はYff central circleと呼ばれる。

## イフ合同心
△ABCについて P1Q1, P2Q2,  P3Q3 がYff central triangle△A'B'C' を成すようにとる。二等辺化線 P1Q1, P2Q2,  P3Q3を、△A'P2Q3, △Q1B'P3,  △P1Q2C'が合同を保つように、平行に動かすと、△A'B'C' が点に退化するときがある。この点を△ABCのイフ合同心という。

## 性質

△ABC はYff central triangleの傍接円の共通外接線が成す三角形となる。

- イフ合同心はEncyclopedia of Triangle CentersでX(174)として紹介されており、三線座標は以下の式で与えられる[5]。{\displaystyle \sec {\frac {A}{2}}:\sec {\frac {B}{2}}:\sec {\frac {C}{2}}}
- △ABCの辺はYff central triangleの傍接円の共通外接線である。
- △ABCの内心をIとする。また、∠BID = ∠DICを満たすBC上の点をD、CA,ABにも同様にしてE,Fを定義する。AD, BE, CFはイフ合同心で交わる[5]。これは下記の一般化に使用されている。
- 接触三角形の外接線三角形（extangents triangle）と基準三角形の相似中心である。
- コンピュータの補助によってYff central triangleはいくつかの性質が判明している[6]。

## 一般化
△ABCと任意の点Pについて、BC, CA, AB上に以下を満たす点D, E, Fをとる。{\displaystyle \angle BPD=\angle DPC,\quad \angle CPE=\angle EPA,\quad \angle APF=\angle FPB.}AD, BE, CFは共点である。Pを三線座標でp:q:rとすると、その点の三線座標は、
{\displaystyle {\frac {1}{\sqrt {(q^{2}+r^{2}+2qr\cos A)}}}:{\frac {1}{\sqrt {(r^{2}+p^{2}+2rp\cos B)}}}:{\frac {1}{\sqrt {(p^{2}+q^{2}+2pq\cos C)}}}}

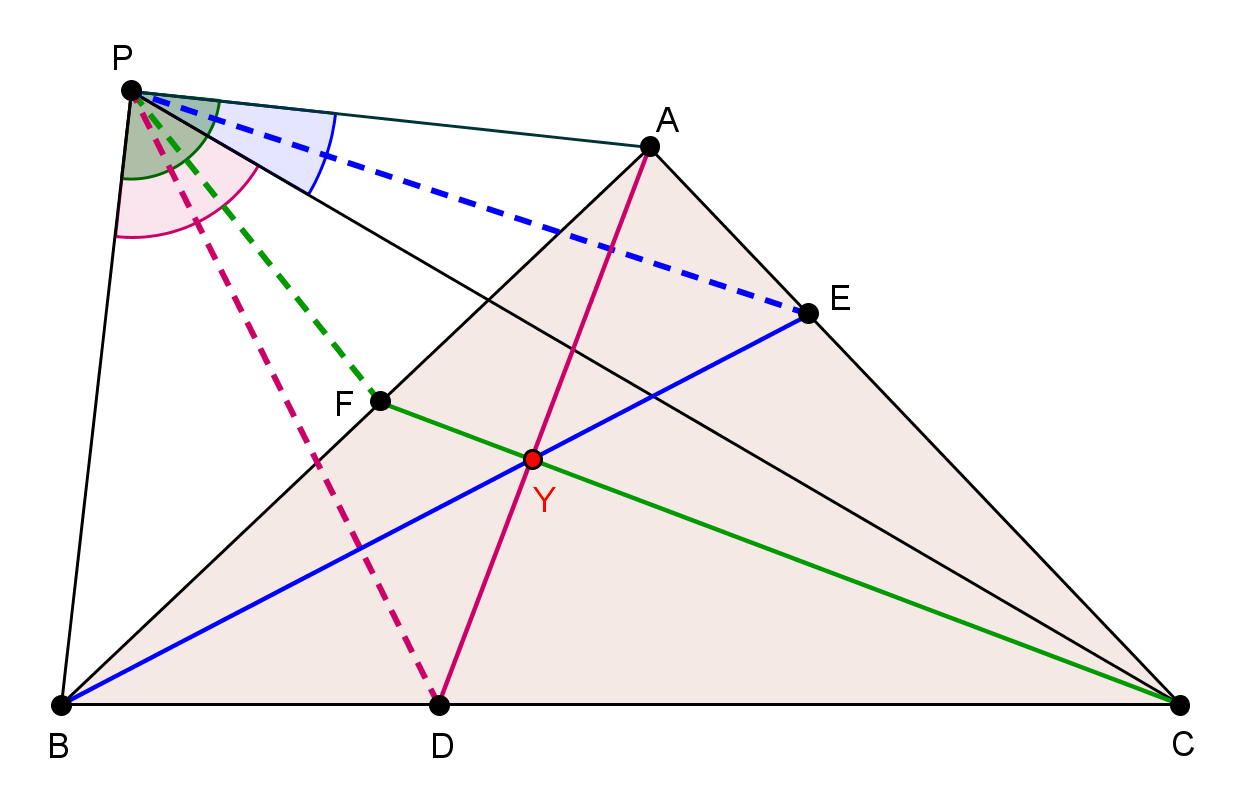
イフ合同心の一般化

である。PとPを外接円で反転した点の、この一般化された点は一致する。

## 関連
- 合同二等辺化線点
- 中心三角形（英語版）
- 合同辺平行線点